# 哈攀鳳
哈攀鳳（？—1787年），直隸肅寧縣人。清代回民將領。武進士出身。哈攀龍弟。
乾隆十六年（1751年）辛未科二甲第二名武進士。授三等侍衛。歷官遊擊、松潘鎮總兵官、四川普安營參將、山東臨清協副將。乾隆三十六年（1771年）任山西大同鎮總兵。乾隆四十一年（1776年）任湖北襄陽鎮總兵。乾隆五十二年（1787年）任甘肅河州鎮總兵，同年改陝西興漢鎮總兵。

## 外部連結
- 哈攀鳳（页面存档备份，存于） 中研院史語所